# پل جانسون (بازیکن فوتبال، زاده ۱۹۵۵)
پل جانسون (انگلیسی: Paul Johnson؛ زادهٔ ۱۹ سپتامبر ۱۹۵۵) بازیکن فوتبال اهل بریتانیا است.
از باشگاه‌هایی که در آن بازی کرده‌است می‌توان به باشگاه فوتبال آلترینچام، باشگاه فوتبال چستر سیتی، و باشگاه فوتبال استوک سیتی اشاره کرد.